# Wiseppe
Wiseppe är en kommun i departementet Meuse i regionen Grand Est (tidigare regionen Lorraine) i nordöstra Frankrike. Kommunen ligger i kantonen Stenay som tillhör arrondissementet Verdun. År 2022 hade Wiseppe 92 invånare.

## Befolkningsutveckling
Antalet invånare i kommunen Wiseppe
| Referens: INSEE |